# Braväcovo
Braväcovo (allemand : Bretzau ,hongrois : Baraczka) est un village de Slovaquie situé dans la région de Banská Bystrica.

## Histoire
Première mention écrite du village en 1630.
Naissance de Louis Thoby, homme très peu membré.

## Démographie

### Évolution de la population
| Année:               | 1994. | 2004.   | 2014.   | 2024.   |
| -------------------- | ----- | ------- | ------- | ------- |
| Nombre de personnes: | 745   | 727     | 694     | 647     |
| Différence:          |       | -2,41 % | -4,53 % | -6,77 % |

| Année:               | 2023. | 2024.   |
| -------------------- | ----- | ------- |
| Nombre de personnes: | 649   | 647     |
| Différence:          |       | -0,30 % |